# Daniella Sarahyba
Daniella Sarahyba Fernandes (Río de Janeiro, 8 de julio de 1984) es una modelo brasileña.

## Reseña biográfica
Sarahyba nació en Río de Janeiro, Brasil, su madre es Mara Lúcia Sarahyba, fue también una modelo en Brasil su padre Orlando Fernandes Neto y su hermano es Flavio Eduardo Sarahyba. Cuando tenía tres días de nacida, ella apareció con su madre en la portada de la revista para padres brasileños País & Filhos. Sarahyba comenzó a participar en concursos de modelaje a los doce años. La madre de Sarahyba es de ascendencia libanesa y su padre es de ascendencia española de Galicia.
El 6 de septiembre de 2007, tras tres años de noviazgo, Sarahyba se casó con el empresario brasileño Wolff Klabin, en la Marina da Glória de Río de Janeiro. Ellos están esperando su primer hijo

### Carrera
Sarahyba ha desfilado para Victoria's Secret, ha aparecido en todas las ediciones de la revista Sports Illustrated Swimsuit Issue 2005 a 2010 y actualmente está contratado en H & M, Spiegel y Benetton. Además de trabajar con fotógrafos de talla mundial en Sports Illustrated, fue amplimente fotografiada en varios trabajos fotográficos de Joanne Gair.

### Videos
- Youtube: Daniella Sarahyba Sports Illustrated Swimsuit 2009

- Datos: Q950960
- Multimedia: Daniella Sarahyba / Q950960